# Scott Sunderland (ciclista, 1988)
Scott Sunderland (Busselton, 16 de marzo de 1988) es un deportista australiano que compitió en ciclismo en las modalidades de pista, especialista en la prueba de velocidad por equipos, y ruta.
Ganó una medalla de oro en el Campeonato Mundial de Ciclismo en Pista de 2012, en la prueba de velocidad por equipos.
Participó en los Juegos Olímpicos de Londres 2012, ocupando el cuarto en velocidad por equipos.

## Medallero internacional
| Campeonato Mundial | Campeonato Mundial    | Campeonato Mundial | Campeonato Mundial    |
| Año                | Lugar                 | Medalla            | Competición           |
| ------------------ | --------------------- | ------------------ | --------------------- |
| 2012               | Melbourne (Australia) | Medalla de oro     | Velocidad por equipos |

## Palmarés
2017
- 1 etapa del Tour de Langkawi
- 1 etapa del Tour de Corea
- 2 etapas del Tour de Hungría
- 1 etapa del Tour de China II